# Levon Jones
 (avril 2014).
Pour les articles homonymes, voir Jones.
Levon "Bo" Jones est un homme américain qui fut détenu quinze ans dans les couloirs de la mort avant d'être relâché en mai 2008. En 1993, il fut reconnu coupable à tort d'un meurtre par balles commis en 1987 et condamné à mort par un tribunal en Caroline du Nord. La condamnation fut annulée par un juge fédéral en 2006, après qu'une témoin clef eut admis avoir menti. Les accusations à portées contre Jones furent levées et il fut relâché de prison le 2 mai 2008.
Il était alors la troisième personne à avoir été relâchée du couloir de la mort aux États-Unis en 2008 à la suite de la reconnaissance de condamnations à tort.